# Delma impar
Delma impar — вид геконоподібних ящірок родини лусконогових (Pygopodidae). Ендемік Австралії. 

## Поширення і екологія
Delma impar мешкають на південному сході Австралії, від південного сходу Південної Австралії через Вікторію і Австралійську столичну територію до долини Хантер у Новому Південному Уельсі. Вони живуть на трав'янистих луках та в рідколіссях.

## Збереження
МСОП класифікує цей вид як такий, що перебуває під загрозою зникнення. Delma impar загрожує знищення природного середовища.